# Diário de Lisboa: edição mensal
Diário de Lisboa: edição mensal publicou-se no ano de 1933, entre 15 de maio e 10 de agosto, estreitamente ligado ao Diário de Lisboa no que concerne à sua administração, redação e tipografia, tendo como diretor Joaquim Manso (que também dirigia a edição regular do mesmo). Esta nova edição vinha trazer ao público um resumo das notícias do mês, não fosse alguém, na azáfama do seu dia a dia, cair em desatualização. Os próprios avançam no primeiro editorial: “o «Diário de Lisboa mensal» pretende ser o secretário do leitor. Ao fim do mês contar-lhe-á tudo o que sucedeu” sobretudo no que respeita às artes,  letras e ciência. Não vingou, e restringiu-se a escassos 4 números.